# Beverley Dunn
Beverley Dunn, spesso accreditata come Bev Dunn, (...) è una scenografa australiana, vincitrice di un Premio Oscar.

## Biografia
Ha iniziato a lavorare nel 1992, nella serie TV australiana Le nuove avventure di Skippy. Nel 2001 ha collaborato per la prima volta per il regista Baz Luhrmann, nel film Moulin Rouge!. Successivamente, ha lavorato per i film di George Lucas Star Wars: Episodio II - L'attacco dei cloni e Star Wars: Episodio III - La vendetta dei Sith. Nel 2014 ha vinto un Premio Oscar per la migliore scenografia per Il grande Gatsby. Nel 2022 è stata candidata al suo secondo Oscar per Elvis.

## Filmografia

### Cinema
- Fuga da Absolom (No Escape), regia di Martin Campbell (1994)
- Street Fighter - Sfida finale (Street Fighter), regia di Steven E. de Souza (1994)
- L'isola perduta (The Island of Dr. Moreau), regia di John Frankenheimer (1996)
- Paradise Road, regia di Bruce Beresford (1997)
- Dark City, regia di Alex Proyas (1998)
- La sottile linea rossa (The Thin Red Line), regia di Terrence Malick (1998)
- Anna and the King, regia di Andy Tennant (1999)
- Pitch Black, regia di David Twohy (2000)
- Moulin Rouge!, regia di Baz Luhrmann (2001)
- Star Wars: Episodio II - L'attacco dei cloni (Star Wars: Episode II - Attack of the Clones), regia di George Lucas (2002)
- Dirty Deeds - Le Regole del Gioco (Dirty Deeds), regia di David Caesar (2002)
- The Quiet American, regia di Phillip Noyce (2002)
- Nave fantasma (Ghost Ship), regia di Steve Beck (2002)
- Star Wars: Episodio III - La vendetta dei Sith (Star Wars: Episode III - Revenge of the Sith), regia di George Lucas (2005)
- La maschera di cera (House of Wax), regia di Jaume Collet-Serra (2005)
- Australia, regia di Baz Luhrmann (2008)
- Being in Heaven, regia di Michael Domeyko Rowland (2009)
- Il domani che verrà - The Tomorrow Series (Tomorrow, When the War Began), regia di Stuart Beattie (2010)
- Il grande Gatsby (The Great Gatsby), regia di Baz Luhrmann (2013)
- Felony, regia di Matthew Saville (2013)
- The Lovers, regia di Roland Joffé (2015)
- Pirati dei Caraibi - La vendetta di Salazar (Pirates of the Caribbean: Dead Men Tell No Tales), regia di Joachim Rønning e Espen Sandberg (2017)
- Thor: Ragnarok, regia di Taika Waititi (2017)
- Aquaman, regia di James Wan (2018)
- Tyler Rake (Extraction), regia di Sam Hargrave (2020)
- Elvis, regia di Baz Luhrmann (2022)
- Tyler Rake 2 (Extraction 2), regia di Sam Hargrave (2023)
- Il regno del pianeta delle scimmie (Kingdom of the Planet of the Apes), regia di Wes Ball (2024)

#### Televisione
- Le nuove avventure di Skippy (The Adventures of Skippy) - serie TV, 9 episodi (1992-1993)
- Time Trax - serie TV, episodio 1x01 (1993)
- Lambs of God - serie TV, 4 episodi (2019)
- The Commons - serie TV, 8 episodi (2019)

## Riconoscimenti
- Premio Oscar
  - 2014 - Migliore scenografia per Il grande Gatsby[7]
  - 2023 - Candidatura alla migliore scenografia per Elvis[8]
- BAFTA
  - 2014 - Migliore scenografia per Il grande Gatsby[9]
  - 2023 - Candidatura alla migliore scenografia per Elvis[10]
- Critics' Choice Awards
  - 2014 - Migliore scenografia per Il grande Gatsby[11]
  - 2023 - Candidatura alla migliore scenografia per Elvis[12]
- Satellite Award
  - 2008 - Migliore scenografia per Australia
  - 2014 - Migliore scenografia per Il grande Gatsby